# El Nacimiento, Salamanca
El Nacimiento är en ort i Mexiko.   Den ligger i kommunen Salamanca och delstaten Guanajuato, i den centrala delen av landet, 230 km nordväst om huvudstaden Mexico City. El Nacimiento ligger 1 733 meter över havet och antalet invånare är 682.
Terrängen runt El Nacimiento är en högslätt. Runt El Nacimiento är det ganska tätbefolkat, med 149 invånare per kvadratkilometer. Närmaste större samhälle är Salamanca, 16,5 km nordväst om El Nacimiento. Trakten runt El Nacimiento består till största delen av jordbruksmark.